# The Inevitable End
The Inevitable End è il quinto album in studio del gruppo musicale norvegese Röyksopp, pubblicato il 10 novembre 2014. 
Con questa opera, i Röyksopp hanno dichiarato che è l'ultimo disco tradizionale che produrranno, pur continuando nella loro attività musicale.

## Tracce
Disco 1
1. Skulls – 3:46
2. Monument (The Inevitable End version) – 4:47
3. Sordid Affair – 6:20
4. You Know I Have to Go – 7:35
5. Save Me – 4:36
6. I Had This Thing – 5:48
7. Rong – 2:32
8. Here She Comes Again – 5:02
9. Running to the Sea – 4:56
10. Compulsion – 6:59
11. Coup de Grace – 3:19
12. Thank You – 6:36

Disco 2
1. Do It Again (RYXP version) – 7:03
2. Goodnite Mr. Sweetheart – 5:02
3. Caramel Afternoon – 2:20
4. Oh No – 1:42
5. Something in My Heart – 5:29

Only in the vinyl deluxe edition
1. In the end – 6:10